# Roger Abel (żużlowiec)
Roger Abel (ur. 8 kwietnia 1954) – nowozelandzki żużlowiec.

## Życiorys
W 1978 i 1979 r. wystąpił w reprezentacji Nowej Zelandii w rozgrywkach o drużynowe mistrzostwo świata, w 1979 r. zdobywając w Londynie złoty medal. 
W latach 1976–1979 startował w brytyjskiej lidze żużlowej, reprezentując kluby Eastbourne Eagles (1976, 1977, 1978, 1979), White City Rebels (1977), Poole Pirates (1977), Reading Racers (1978) oraz Canterbury Crusaders (1979).